# Liste der Betriebshöfe der Deutschen Bahn
Diese Liste enthält alle Betriebshöfe – ehemals Bahnbetriebswerke – der Deutschen Bahn. Sie gibt den Stand 2007 wieder; eine neuere Liste siehe Liste der deutschen Betriebshöfe (Eisenbahn).
| Name des Betriebshofes | Zuständiger Geschäftsbereich     | Kürzel |
| ---------------------- | -------------------------------- | ------ |
| Berlin-Friedrichsfelde | S-Bahn Berlin                    | BFF    |
| Berlin-Grünau          | S-Bahn Berlin                    | BGA    |
| Berlin Ostbahnhof      | DB Fernverkehr                   | BHF    |
| Berlin-Rummelsburg     | DB Fernverkehr                   | BRGB   |
| Berlin-Wannsee         | S-Bahn Berlin                    | BWS    |
| Braunschweig           | DB Regio                         | HBS    |
| Bremen                 | DB Cargo                         | HB 1   |
| Bremerhaven            | DB Cargo                         | HBH    |
| Chemnitz               | DB Regio                         | DC     |
| Cottbus                | DB Regio                         | BCS    |
| Darmstadt              | DB Regio                         | FD     |
| Dortmund               | DB Regio                         | EDO    |
| Dresden                | DB Regio/DB Cargo                | DH     |
| Düsseldorf             | DB Regio                         | KD     |
| Emden                  | DB Cargo                         | HE     |
| Erfurt                 | DB Regio                         | UE     |
| Essen                  | DB Regio                         | EEH    |
| Frankfurt 1            | DB Fernverkehr/DB Regio          | FF 1   |
| Frankfurt-Griesheim    | DB Fernverkehr                   | FFG    |
| Frankfurt Hbf          | DB Regio (S-Bahn Rhein-Main)     | FF     |
| Freiburg               | DB Regio                         | RF     |
| Gießen                 | DB Cargo                         | FG     |
| Görlitz                | DB Regio                         | DG     |
| Gremberg               | DB Cargo                         | KG     |
| Hagen                  | DB Regio/DB Cargo                | EHG    |
| Halle G                | DB Cargo                         | LH 1   |
| Halle DB P             | DB Regio                         | LH 2   |
| Haltingen              | DB Regio/DB Cargo                | RHL    |
| Hamburg-Eidelstedt     | DB Fernverkehr                   | AH 1   |
| Hamburg-Ohlsdorf       | S-Bahn Hamburg                   | AOP    |
| Hamburg-Wilhelmsburg   | DB Cargo                         | AH 4   |
| Hannover               | DB Regio/DB Cargo                | HH     |
| Hof                    | DB Fernverkehr/DB Regio/DB Cargo | NHO    |
| Ingolstadt             | DB Cargo                         | MIH    |
| Kaiserslautern         | DB Regio                         | SKL    |
| Karlsruhe              | DB Regio/DB Cargo                | RK     |
| Kassel                 | DB Regio/DB Cargo                | FK     |
| Kempten                | DB Regio                         | MKP    |
| Kiel                   | DB Regio                         | AK     |
| Köln-Deutzerfeld       | DB Regio                         | KK     |
| Kornwestheim           | DB Cargo                         | TK     |
| Leipzig Süd            | DB Regio                         | LL 1   |
| Leipzig West           | DB Regio                         | LL 2   |
| Limburg                | DB Regio                         | FL     |
| Lübeck                 | DB Regio                         | AL     |
| Ludwigshafen           | DB Regio                         | RL     |
| Magdeburg              | DB Regio                         | LM 1   |
| Magdeburg-Rothensee    | DB Cargo                         | LMR    |
| Mainz-Bischofsheim     | DB Cargo                         | FMB    |
| Mannheim Rbf           | DB Cargo                         | RMR    |
| Mühldorf               | DB Regio/DB Cargo                | MHF    |
| München West           | DB Fernverkehr/DB Regio/DB Cargo | MH 1   |
| München Steinhausen    | DB Regio (S-Bahn München)        | MH 6   |
| München Süd            | DB Cargo                         | MH 2   |
| Münster (Westf)        | DB Regio                         | EMST   |
| Neuruppin              | DB Regio                         | WRN    |
| Nürnberg Rbf           | DB Cargo                         | NN 2   |
| Nürnberg West          | DB Regio                         | NN 1   |
| Oberhausen             | DB Cargo                         | EOB    |
| Offenburg              | DB Cargo                         | RO     |
| Osnabrück              | DB Regio/DB Cargo                | HO     |
| Plochingen             | DB Regio (S-Bahn Stuttgart)      | TP     |
| Regensburg             | DB Regio                         | NRH    |
| Rostock                | DB Regio                         | WR 1   |
| Rostock Seehafen       | DB Cargo                         | WRS    |
| Saalfeld               | DB Cargo                         | US     |
| Saarbrücken Ost        | DB Regio/DB Cargo                | SSH    |
| Schöllkrippen          | DB RegioNetz Verkehrs GmbH       | FSK    |
| Seddin                 | DB Cargo                         | BSE    |
| Seelze                 | DB Cargo                         | HS     |
| Senftenberg            | DB Cargo                         | BSN    |
| Stendal                | DB Regio                         | LS     |
| Stuttgart              | DB Regio                         | TS     |
| Trier                  | DB Regio                         | STR    |
| Tübingen               | DB Regio                         | TT     |
| Ulm                    | DB Regio/DB Cargo                | TU     |
| Würzburg               | DB Cargo                         | NWH    |
| Zwickau                | DB Cargo                         | DZW    |

## Quelle
- Jan Reiners: So funktioniert das Bahnbetriebswerk. Transpress Verlag, Stuttgart 2006, ISBN 3613712792, Seite 35